# Тарасевич, Григорий Витальевич
Григо́рий Вита́льевич Тарасе́вич (род. 19 августа 1973, Москва) — российский журналист, популяризатор науки, публицист, педагог. Основатель и главный редактор научно-популярного журнала «Кот Шрёдингера».

## Биография
Григорий Тарасевич родился в 1973 году в украинско-польской семье. Окончил факультет научно-технической информации РГГУ. С 1996 года работал редактором отдела науки в «Учительской газете». Сотрудничал также в изданиях «Комсомольская правда», «Алфавит», «Новое русское слово», «Латинский квартал», «Полит.ру» и других.
С момента основания (2007 год) по 2014 год возглавлял отдел науки журнала «Русский репортёр».
Один из основателей летней школы «Русского репортера» (более 1500 участников), в настоящее занимается на ней проектом для школьников «Лаборатория им. Кота Шрёдингера».
Один из основателей проекта «Летняя школа». Руководит «Школой научной журналистики» (около 100 участников) и другими образовательными проектами.
Является членом Совета по науке и образованию при председателе Государственной думы Российской Федерации
Лауреат Национальной премии прессы «Искра» (2014).
Занимается развитием гражданского общества при поддержке Фонда президентских грантов.

### «Кот Шрёдингера»
В 2014 году из-за финансовых проблем в журнале «Русский репортёр» Григорий Тарасевич прекратил работу в отделе науки этого журнала, продолжив заниматься «Летней школой». Тарасевич и ещё несколько сотрудников отдела основали новый научно-популярный журнал «Кот Шрёдингера», ставший печатным органом «Фестиваля науки».

Это история про некое чудо. До сих пор не верю, что журнал существует. Я будто сразу оказался князем Монако. И я до сих пор не могу свыкнуться с этой странной ролью.
Мы исходим из того, что в обществе случился странный переход настроений: почему-то наука стала важной. То ли это случилось после 90-х, то ли сейчас такой эскапизм от политики, и мы решили эту волну поймать.
— Григорий Тарасевич, 2015
Журнал издаётся тиражом 50 000 экземпляров и пользуется большой популярностью. По итогам 2015 года «Кот Шрёдингера» стал лауреатом премии «За верность науке», учреждённой Министерством образования и науки Российской Федерации, в номинации «Лучшее периодическое печатное издание о науке».

## Личная жизнь
Жена: психолог и журналист Светлана Скарлош, также редактор «Кота Шрёдингера». Двое детей.